# Axel Klingenberg (Autor)

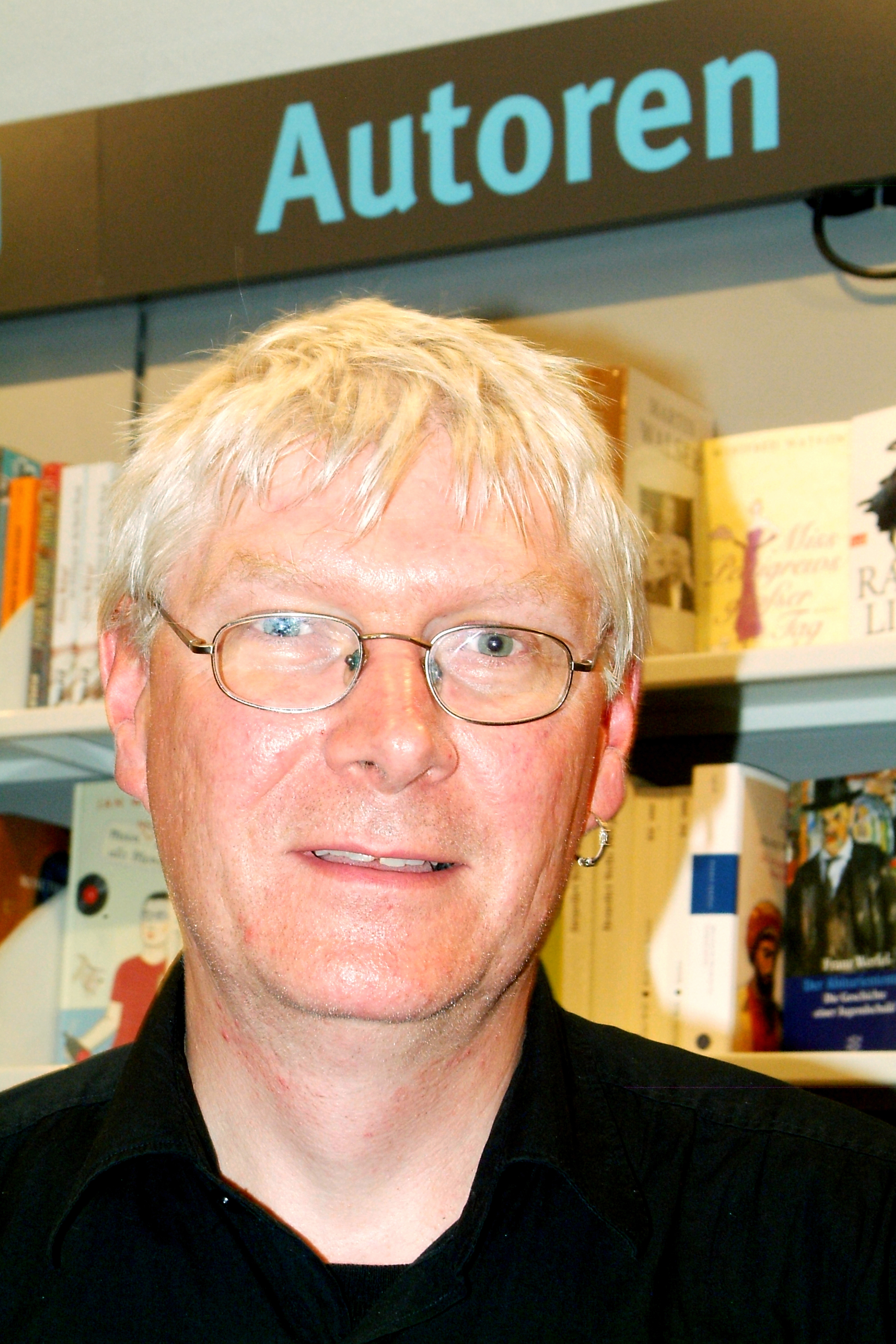
Axel Klingenberg anlässlich einer Lesung zur Bücherverbrennung in Hannover

Axel Klingenberg (* 1968) ist ein deutscher Autor.

## Leben
Klingenberg lehrt als Dozent für Kreatives Schreiben an Schulen, Hochschulen und an der Musischen Akademie Braunschweig, ist Mitherausgeber des satirischen Buchmagazins The Punchliner, Ensemble-Mitglied der Braunschweiger Lesebühne Bumsdorfer Auslese und des Rockliteratur-Trios Read'em all (mit Frank Schäfer).

## Werke
- Blau-Gelb-Sucht. Ein Eintracht-Braunschweig-Fanbuch (als Herausgeber). Verlag Andreas Reiffer, Meine 2013, ISBN 978-3-934896-65-9
- Keine Zukunft für immer: Das Punk-Lexikon. Verlag Andreas Reiffer, Meine 2012, ISBN 978-3-934896-67-3
- Eintracht und Zwietracht: Braunschweiger Geschichten (als Herausgeber). Verlag Andreas Reiffer, Meine 2011, ISBN 978-3-934896-32-1
- Döner mit Braunkohl und Bier: Das Braunschweig-Buch. Verlag Andreas Reiffer, Meine 2010, ISBN 978-3-934896-73-4
- Von der Kunst, ein Schriftsteller zu sein. Oktober Verlag Münster 2009, ISBN 978-3-938568-96-5
- Lasst dort Rock sein. SuKuLTuR, 2008 (Reihe „Schöner Lesen“, Nr. 78)
- Gute Verlierer. Verlag Andreas Reiffer, 2006
- Das Schwert des Xanq [Tonträger]. Verlag Andreas Reiffer, 2004
- Der gute Dichter von Ost-Berlin. SuKuLTuR, 2004 (Reihe „Schöner Lesen“, Nr. 13)
- Schäbige Schriften. Verlag Andreas Reiffer, 2002
- Goethes Faust in die Fresse und andere öde Oden. Verlag Andreas Reiffer, 2001
- Akten und andere realistische Wahnvorstellungen. SUBH, 1999